# Camille Chancrin
Camille Chancrin (né le 20 juin 1989, à Roussillon dans l'Isère) est un coureur cycliste et entraîneur français.

## Biographie
Camille Chancrin commence le cyclisme au club Sarras Saint-Vallier Cyclisme, avec lequel il obtient ses premières victoires chez les minimes et cadets. Après avoir obtenu un bac scientifique, il intègre le Pôle cyclisme de Saint-Étienne et entame des études en licence STAPS. Il ne délaisse pas pour autant la compétition. 
En 2008, il obtient quelques résultats notables en première catégorie au Saint-Vulbas Cyclisme Compétition. Il s'impose ensuite à plusieurs reprises en 2009 sous les couleurs de l'EC Saint-Étienne Loire en 2009. Dans le même temps, il valide sa licence à l'université STAPS, puis obtient un brevet d’État d’éducateur en 2010, qui lui permet de devenir entraîneur.
En octobre 2011, il déménage en Martinique, après une saison décevante. L'année suivante, il intègre le club de l'île Madina Bikers. Coureur amateur, il entraîne également les jeunes cyclistes membres de cette structure. Il évolue durant trois saisons en Outre-Mer, remportant notamment une étape du Tour de Guadeloupe en 2012 ainsi que le classement général du Tour de Martinique en 2013. 
En 2015, il effectue son retour en Métropole au club de Bourg-en-Bresse Ain, qui évolue en division nationale 2. Il court dans cette formation jusqu'en 2017.

## Palmarès et résultats

### Palmarès par année
| - 2006 - 3e du Tour du Pays d'Olliergues - 2008 - 1re étape de la Transversale des As de l'Ain - 2010 - Prix de Foissiat - Nocturne d'Albertville - Nocturne d'Ambert - 3e du Critérium de La Machine - 2011 - Prix de Bohas - 2012 - Grand Prix Frédéric Théobald : - Classement général - 2e étape - 3ea étape du Trophée de la Caraïbe - 7e étape du Tour de Martinique - 1re étape du Tour de Guadeloupe - 2013 - 1re étape du Grand Prix Frédéric Théobald - Tour de Martinique : - Classement général - 2ea étape - 1re et 6e étapes du Tour de Guyane | - 2014 - Souvenir Ludovic-Guillet - Classement général du Trophée de la Caraïbe - 8ea étape du Tour de Martinique - 2015 - 2e étape du Circuit de Saône-et-Loire - Prix de Foissiat - 1re étape du Tour de Martinique - 2e du Tour du Charolais - 3e du Tour de Martinique - 2016 - Grand Prix Rhône-Alpes Sud - 3e du Tour du Charolais - 2017 - 2e étape du Critérium des Quartiers du Lamentin - Grand Prix de Chamoux-sur-Gelon - 3e et 6e étapes du Tour de Nouvelle-Calédonie - 2e du Critérium des Quartiers du Lamentin - 2e de Volvic-Feytiat - 2e du Trophée des Champions - 3e de Dijon-Auxonne-Dijon |  |

### Classements mondiaux
| Année            | 2012 | 2013 | 2014 | 2015 | 2016 |
| ---------------- | ---- | ---- | ---- | ---- | ---- |
| UCI America Tour | 134e |      | 310e |      | 518e |
| UCI Europe Tour  |      |      |      | 998e |      |